# RTL Spike
 (décembre 2020).
Le contenu est difficilement compréhensible vu les erreurs de traduction, qui sont peut-être dues à l'utilisation d'un logiciel de traduction automatique.
RTL Spike est une chaîne de télévision hongroise lancée le 1er décembre 2016.
La chaîne est détenue à 100 % par Paramount Global, le groupe RTL ajoute uniquement le nom à la chaîne,,.
La voix de la chaîne est Csaba Debreczeny.
Le temps publicitaire de la chaîne est vendu par R-Time.

## Début
Viacom a annoncé en septembre 2016 que RTL lancerait une nouvelle chaîne en Hongrie sous ce nom en coopération avec la Hongrie uniquement sur la base d'une marque. Viacom, propriété de Viacom (qui opère sous le nom de Paramount Network aux États-Unis depuis janvier 2018), a déjà été lancé dans plusieurs pays et en Hongrie (de manière unique), la société l'a lancé en coopération avec RTL pour le compte,. En octobre, il a également été annoncé que la date de lancement de la chaîne serait le 1er décembre. La chaîne a été lancée le 1er décembre et se retrouve dans les offres de tous les principaux fournisseurs de services. La chaîne devait initialement prendre le relais de Film + 2 le 30 novembre 2016, mais cela ne s'est finalement pas produit, avec le lancement de RTL Gold le 3 juillet 2017.

## Fin de diffusion
Lors de la conférence Big Picture du 20 octobre 2020, ViacomCBS a annoncé qu'elle mettrait fin à la chaîne RTL Spike parce qu'elle n'était pas satisfaite de son audience. Le 23 novembre de l'année, il a également été révélé que cela se terminerait le 12 janvier 2021. Elle sera remplacée par TeenNick.